# 스리 리버스 스타디움
스리 리버스 스타디움(Three Rivers Stadium)은 미국 펜실베이니아주 피츠버그에 있었던 경기장이다. MLB 피츠버그 파이리츠, NFL 피츠버그 스틸러스, USFL 피츠버그 몰러스의 홈경기장이였다. 야구와 미식 축구 이외에도 콘서트와 프로 레슬링 등 다양한 이벤트로 사용되었으며, 30년 동안 5000개 이상의 이벤트가 개최되었다. 그러나 1990년대 들어 전용 구장 붐과 외장 콘크리트 부분이 갈색으로 변색이 되는 등 노후화가 되었기 때문에, 1996년 야구, 미식 축구 각각의 전용 구장을 새로 건설할 계획을 세웠다. 2개의 새로운 구장은 1999년 건설이 시작되었고, 2001년 2월 11일 폭파 해체된 후 PNC 파크, 하인즈 필드가 개장하였다.